# سولکوکوس
سولکوکوس(نام علمی: Sulcusuchus erraini) نام یک گونه از راسته پلسیوسور است.